# Billy Bevan
Billy Bevan właśc. William Bevan Harris (ur. 29 września 1887, zm. 26 listopada 1957) – australijski aktor sceniczny i filmowy. Po przeprowadzce do USA zagrał w 254 amerykańskich filmach.

## Biografia[1]
Billy Bevan urodził się jako William Bevan Harris w 1887 roku w miejscowości Orange (Australia). Zadebiutował jako aktor sceniczny w trupie teatralnej Pollard. Wraz z trupą odbył tournée po Ameryce Północnej, odwiedzając USA i Kanadę. W USA zauważony został przez reżysera i producenta filmowego Macka Sennetta, który dostrzegł jego talent komediowy i umożliwił mu debiut na dużym ekranie. W ciągu następnych dziesięciu lat wystąpił w kilkudziesięciu krótkometrażowych filmach produkowanych przez Sennetta, a przez kolejne dwadzieścia był uznanym w Hollywood aktorem komediowym.

## Filmografia[1]
- 1949: Tajemniczy ogród (The Secret Garden) jako Barney
- 1948: Czarna strzała (The Black Arrow) jako strażnik w lochu
- 1948: Nauczyciel szermierki (The Swordsman) jako stary Andrew
- 1946: Sherlock Holmes: Pociąg do Edynburga (Terror by Night) jako konduktor
- 1945: Portret Doriana Graya (The Picture of Dorian Gray) jako Malvolio Jones
- 1944: Zemsta niewidzialnego człowieka (The Invisible Man’s Revenge) jako sierżant policji
- 1941: Potwierdź albo zaprzecz (Confirm or Deny) jako pan Bindle
- 1941: Doktor Jekyll i pan Hyde (Dr. Jekyll and Mr. Hyde) jako pan Weller
- 1940:	Rebeka (Rebecca) jako policjant
- 1940: Powrót niewidzialnego człowieka (The Invisible Man Returns) jako Jim
- 1939: Nie jesteśmy sami (We Are Not Alone) jako pan Jones
- 1938: Dziewczyna ze Złotego Zachodu (The Girl of the Golden West) jako barman Nick
- 1937: Atak o świcie (Another Dawn)
- 1937: Statek niewolników (Slave Ship) jako Atkins
- 1937: Władczyni puszczy (God’s Country and the Woman) jako Plug Hat
- 1936: Córka Draculi (Dracula’s Daughter) jako posterunkowy Albert
- 1935: Opowieść o dwóch miastach (A Tale of Two Cities) jako Jerry Cruncher
- 1935: Ostatni posterunek (The Last Outpost) jako kapral Foster
- 1935: W cieniu gilotyny (A Tale of Two Cities) jako Jerry Cruncher
- 1934: Patrol na pustyni (The Lost Patrol) jako Herbert Hale
- 1933: Kawalkada (Cavalcade) jako George Grainger